# Thomas Reuben Black
Pour les articles homonymes, voir Black et Thomas Black.
Thomas Reuben Black (le 16 octobre 1832 à Amherst (Nouvelle-Écosse) - le 14 septembre 1905 à Amherst) était un agriculteur et un homme politique de Nouvelle-Écosse.
Il a été nommé au Sénat du Canada en tant que libéral le 10 juin 1904 par Wilfrid Laurier. Il est sénateur jusqu'à sa mort le 14 septembre 1905.